# Chaoborus
Genre
Chaoborus est un genre d'insectes diptères nématocères de la famille des Chaoboridae.
Ce genre cosmopolite comprend des espèces très communes.

## Description

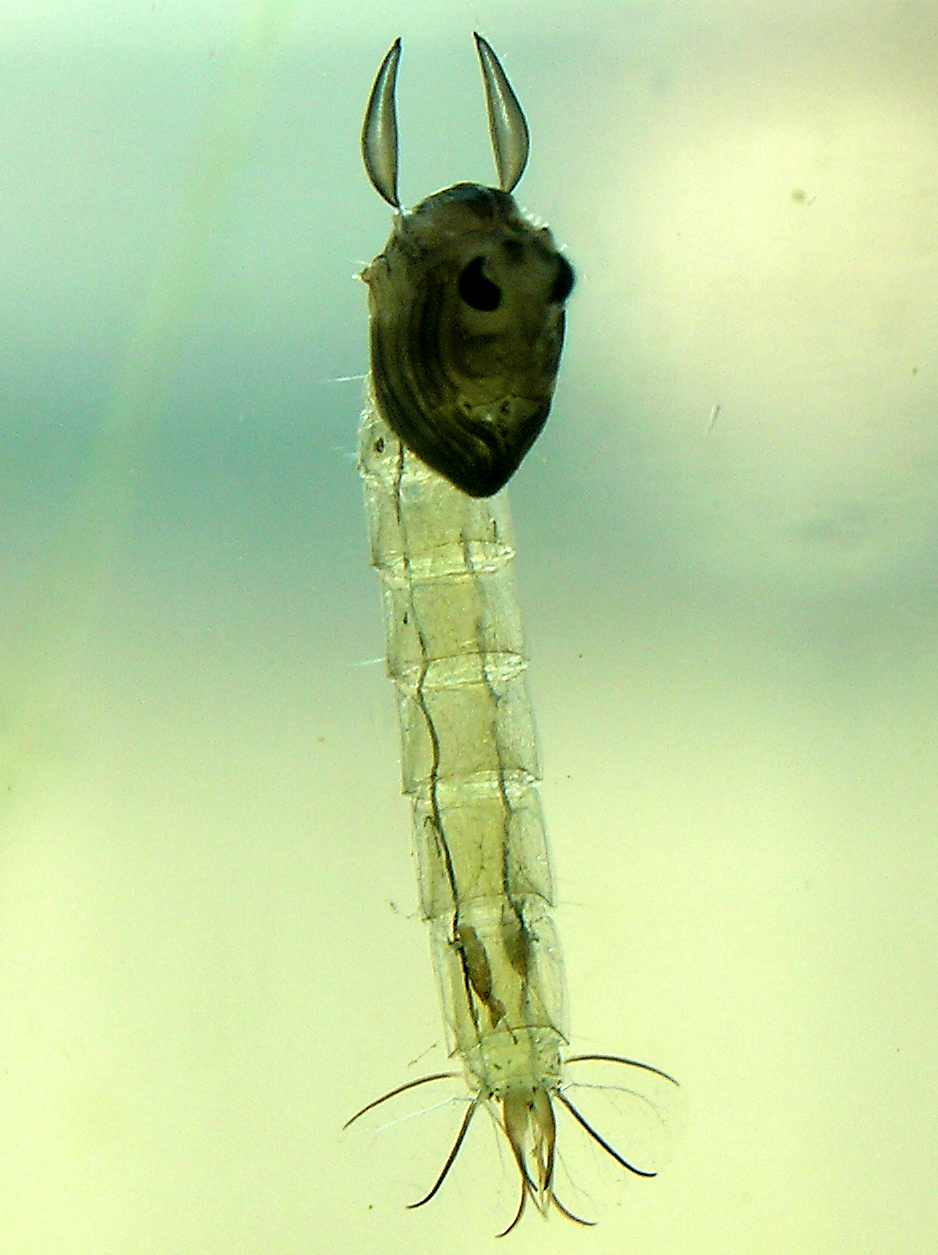
Pupe de Chaoborus sp.

## Comportement
Les adultes ont une vie brève. Ils se nourrissent de nectar, ou pas du tout. Les larves aquatiques sont carnassières : elles se nourrissent de très petites proies (daphnies et petites larves de moustiques par exemple), qu'elles capturent grâce à leurs antennes modifiées : ces antennes saisissent la proie et la conduisent jusqu'à la bouche.

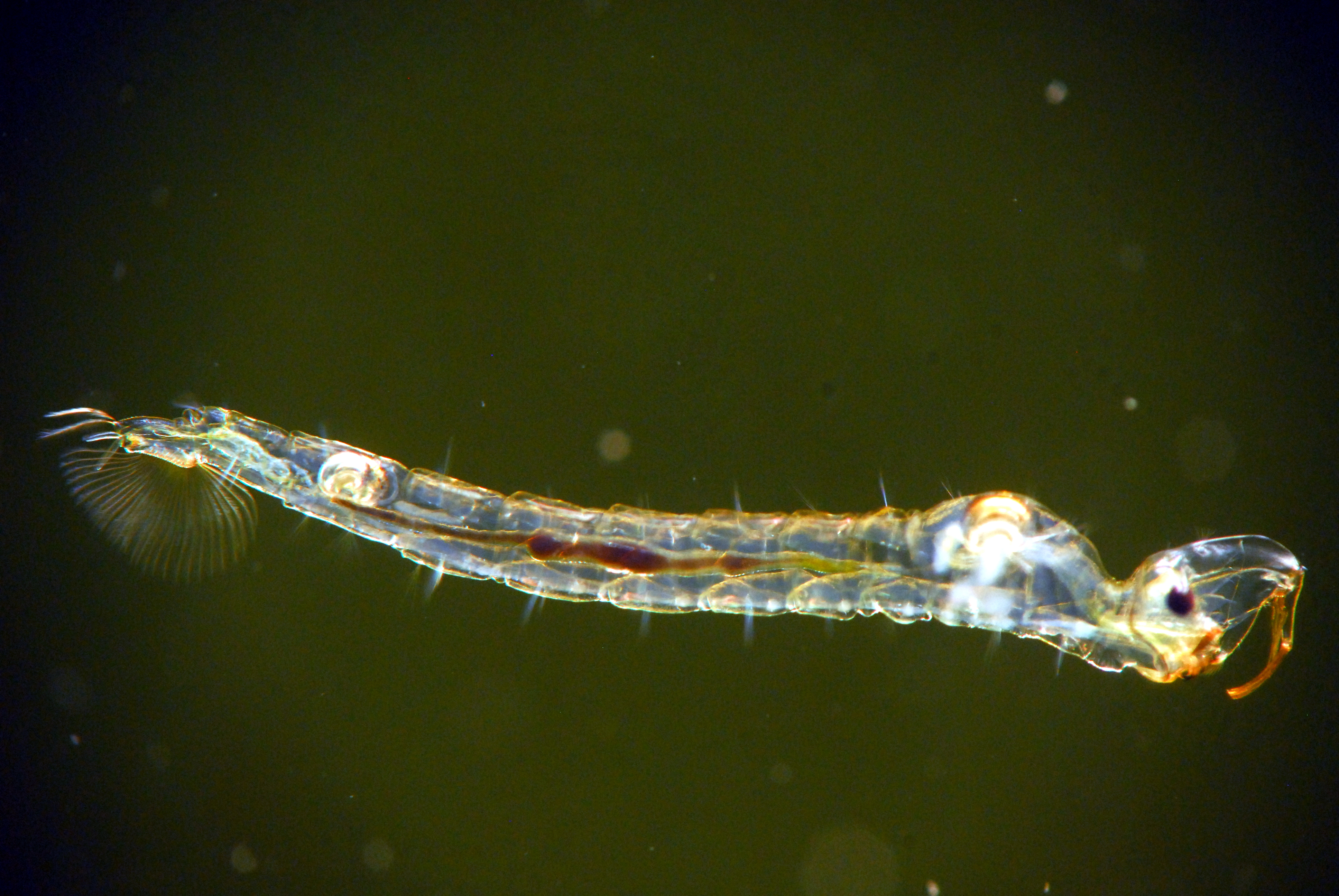
Larve de Chaoborus sp.

## Habitat
Les larves vivent en groupe dans des lacs ou étangs. Elles nagent ordinairement entre deux eaux, grâce à des vésicules hydrostatiques et des palettes natatoires abdominales. Transparentes, elles sont parfois appelées vers de cristal.

## Utilisation
Des larves sont utilisées par les aquariophiles ; des adultes sont mangés par des entomophages : Chaoborus edulis (edulis : comestible) est consommé par les populations traditionnelles du Malawi.

## Liste des espèces
Selon ITIS (liste probablement incomplète) :
- Chaoborus albatus Johnson, 1921
- Chaoborus americanus (Johannsen, 1903)
- Chaoborus astictopus Dyar & Shannon, 1924
- Chaoborus cooki Saether, 1970
- Chaoborus crystallinus (De Geer, 1776)
- Chaoborus festivus Dyar & Shannon, 1924
- Chaoborus flavicans (Meigen, 1830)
- Chaoborus maculipes Stone, 1965
- Chaoborus obscuripes (Wulp, 1859)
- Chaoborus punctipennis (Say, 1823)
- Chaoborus trivittatus (Loew, 1862)

Autre espèce :
- Chaoborus edulis Edwards, 1930

## Espèces européennes
Selon Fauna Europaea (29 janvier 2022) :
- Sous-genre Chaoborus (Chaoborus)
  - Chaoborus crystallinus
  - Chaoborus flavicans
  - Chaoborus obscuripes
- Sous-genre Chaoborus (Peusomyia)
  - Chaoborus pallidus
- Sous-genre Chaoborus (Schadanophasma)
  - Chaoborus nyblaei